# Carnival Luminosa
Carnival Luminosa è una nave da crociera della compagnia statunitense Carnival Cruise Line, precedentemente nota come Costa Luminosa.

## Storia
È stata costruita da Fincantieri nello stabilimento di Marghera, il varo tecnico è avvenuto il 27 giugno 2008 ed è stata consegnata ufficialmente alla compagnia il 30 aprile 2009 con una cerimonia; dopo brevi crociere di «vernissage», toccando Croazia, Grecia, Turchia e Malta, è stata battezzata insieme a Costa Pacifica il 5 giugno 2009 a Genova, entrando nel Guinness dei primati grazie al doppio battesimo.
Con un comunicato del 14 giugno 2022, Carnival Cruise Line annuncia che la nave passerà alla sua flotta a novembre e ribattezzata Carnival Luminosa, mentre Costa Magica, precedentemente scelta per il trasferimento, rimarrà di Costa Crociere.
L’8 settembre 2022 è avvenuto il passaggio di proprietà tra le due compagnie e la nave è stata sottoposta a lavori di restyling presso il cantiere navale Fincantieri di Palermo.

## Caratteristiche
Costa Luminosa dispone di 1 130 cabine, per un massimo di 2 826 passeggeri.
Dispone di 4 ristoranti, 11 bar e 3 piscine: una con copertura in vetro semovente, un'esterna e una interna nell'area Samsara Spa, il centro di bellezza presente sulle ultime unità Costa Crociere. Dispone inoltre di un cinema 4D.
È presente anche un simulatore di Formula Uno, al momento non in uso.
Nell'Atrio Supernova è esposta la statua "Donna Sdraiata 2004" di Fernando Botero acquistata dalla compagnia.
È leggermente più lunga delle navi di classe Concordia della flotta Costa, ma ha una stazza minore. Questo perché ha una larghezza inferiore: come le navi Costa Mediterranea, Costa Atlantica e Costa Deliziosa, Costa Luminosa è infatti una nave Panamax. La Luminosa e la sua gemella Deliziosa sono state le più lunghe navi della flotta della Costa Crociere, fino all'entrata in servizio di Costa Diadema nel 2014.

### I Ponti diCosta Luminosa
I suoi 12 ponti destinati ai passeggeri sono dedicati alle diverse tipologie di pietre preziose:
- Ponte 1: Corallo
  - cabine ospiti
- Ponte 2: Zaffiro
  - Teatro Phoenix, a prua
  - Grand Bar Elettra, a prua
  - Atrio Supernova, a centro nave
  - Ristorante Taurus, a poppa
- Ponte 3: Ambra
  - Teatro Phoenix, a prua
  - Galleria Shops, a prua
  - Atrio Supernova, a centro nave
  - Ristorante Taurus, a poppa
- Ponte 4: Agata
  - cabine ospiti
- Ponte 5: Avorio
  - cabine ospiti
- Ponte 6: Rubino
  - cabine ospiti

- Ponte 7: Smeraldo
  - cabine ospiti
- Ponte 8: Topazio
  - cabine ospiti
- Ponte 9: Acquamarina
  - Centro Benessere Samsara, a prua
  - Lido Dorado, a centro nave
  - Ristorante Buffet Andromeda, a centro nave
  - Lido Delphinus, a poppa
- Ponte 10: Giada
  - Centro Benessere Samsara, a prua
  - Ristorante Club Luminosa, a centro nave
  - Scuderia Costa, a centro nave
- Ponte 11: Turchese
  - Peppa Pig Area, a prua
  - Campo da Gioco, a centro nave
- Ponte 12: Pietra di luna

## Itinerari
Nel 2015, dopo aver effettuato per tutta la stagione estiva crociere nel Nord Europa nel Mar Baltico, dove ha toccato Stoccolma (Svezia), Helsinki (Finlandia), San Pietroburgo (Russia) e Tallinn (Estonia), il 14 settembre la nave è partita per il giro del mondo della durata di 98 giorni con itinerario Marsiglia (Francia), Barcellona (Spagna), Funchal (isola di Madeira, Portogallo), St. John's (Antigua e Barbuda), Castries (Saint Lucia), St. George's (Grenada), Cartagena de Indias (Colombia) e Puerto Limón (Costa Rica) nei Caraibi, attraversamento del Canale di Panama, Puerto Vallarta, Cabo San Lucas (Messico), San Diego, Los Angeles, San Francisco (Stati Uniti), Honolulu (Hawaii), Pago Pago (Samoa Americane), Suva, (isole Figi), Tauranga, Auckland, Waitangi (Nuova Zelanda), Sydney, Melbourne, Perth (Australia), Singapore, Malacca, Langkawi (Malaysia), Phuket (Thailandia), Colombo, Cochin, Goa/Mormugao, Bombai, (India), Dubai (Emirati Arabi), Salalah (Oman) e Aqaba (Giordania), per proseguire con l'attraversamento del Canale di Suez (Egitto), Civitavecchia e Savona; crociera che ha ripetuto nel gennaio 2016 con itinerario più meridionale, toccando Francia, Spagna, Brasile, Uruguay, Argentina, Cile, Polinesia Francese, Nuova Zelanda, Australia, India, Emirati Arabi, Egitto e Israele per un totale di 108 giorni.

## Navi gemelle
- Costa Deliziosa
- Queen Elizabeth
- Queen Victoria

## Galleria d'immagini

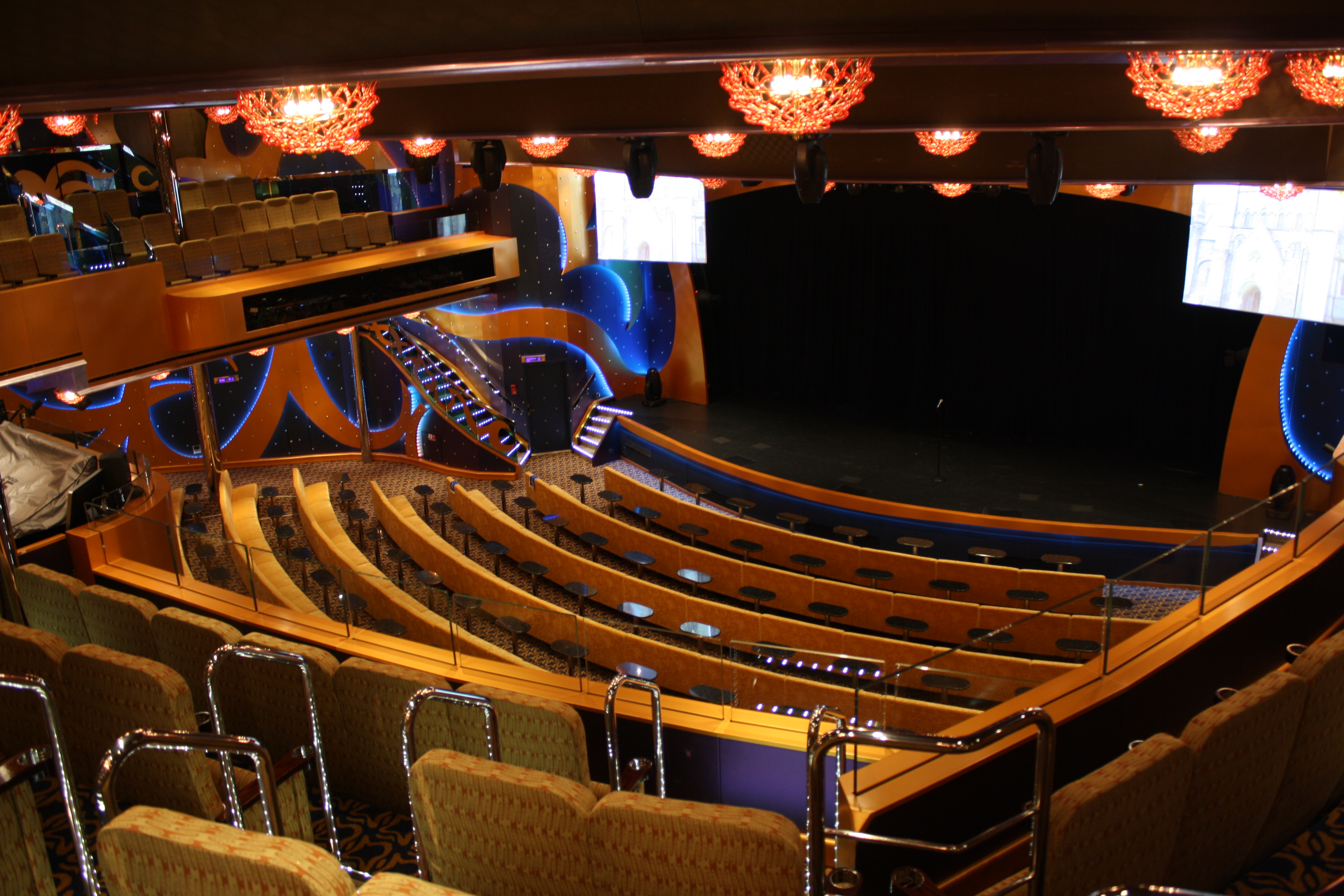
Teatro Phoenix
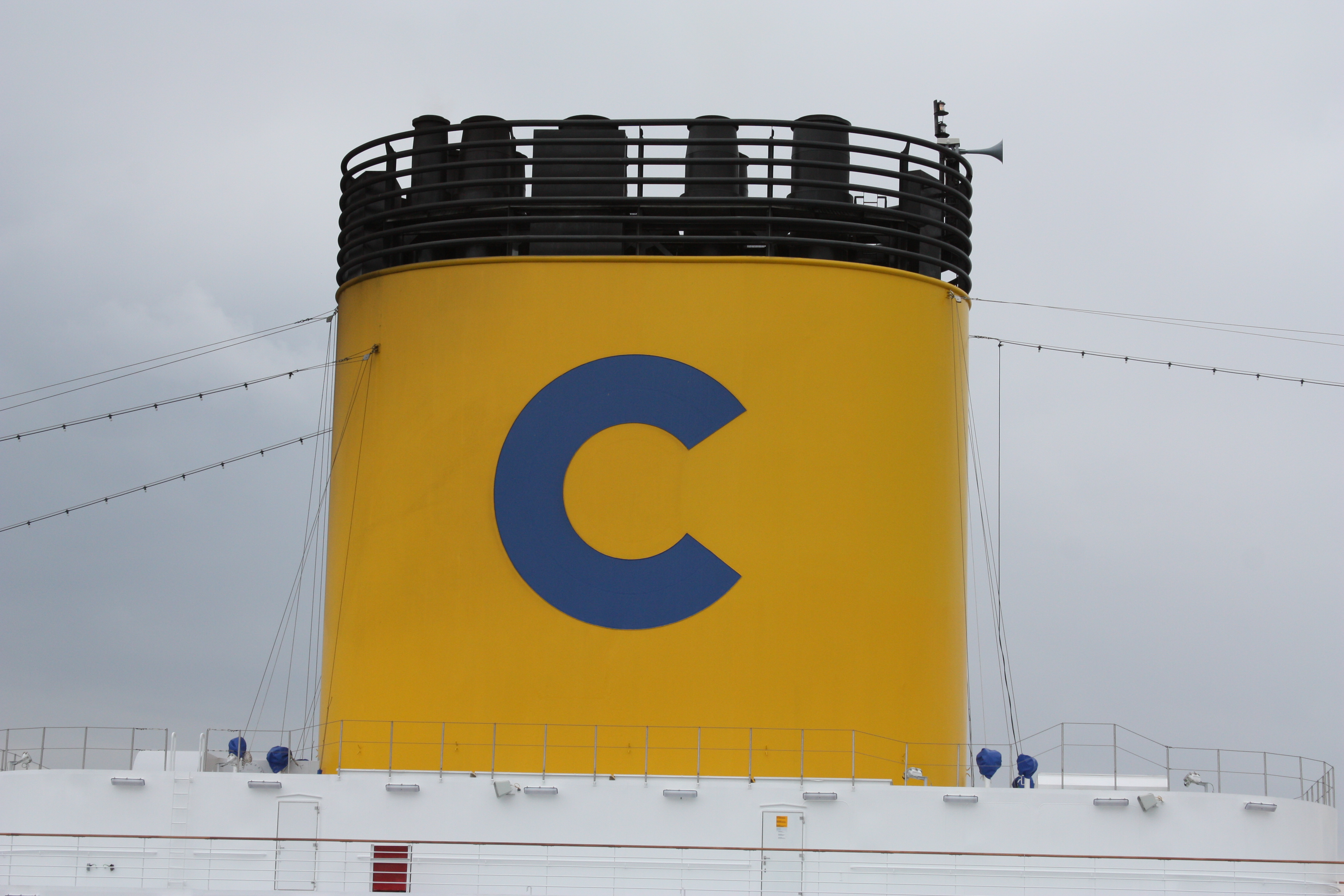
Il caratteristico fumaiolo giallo di Costa Luminosa
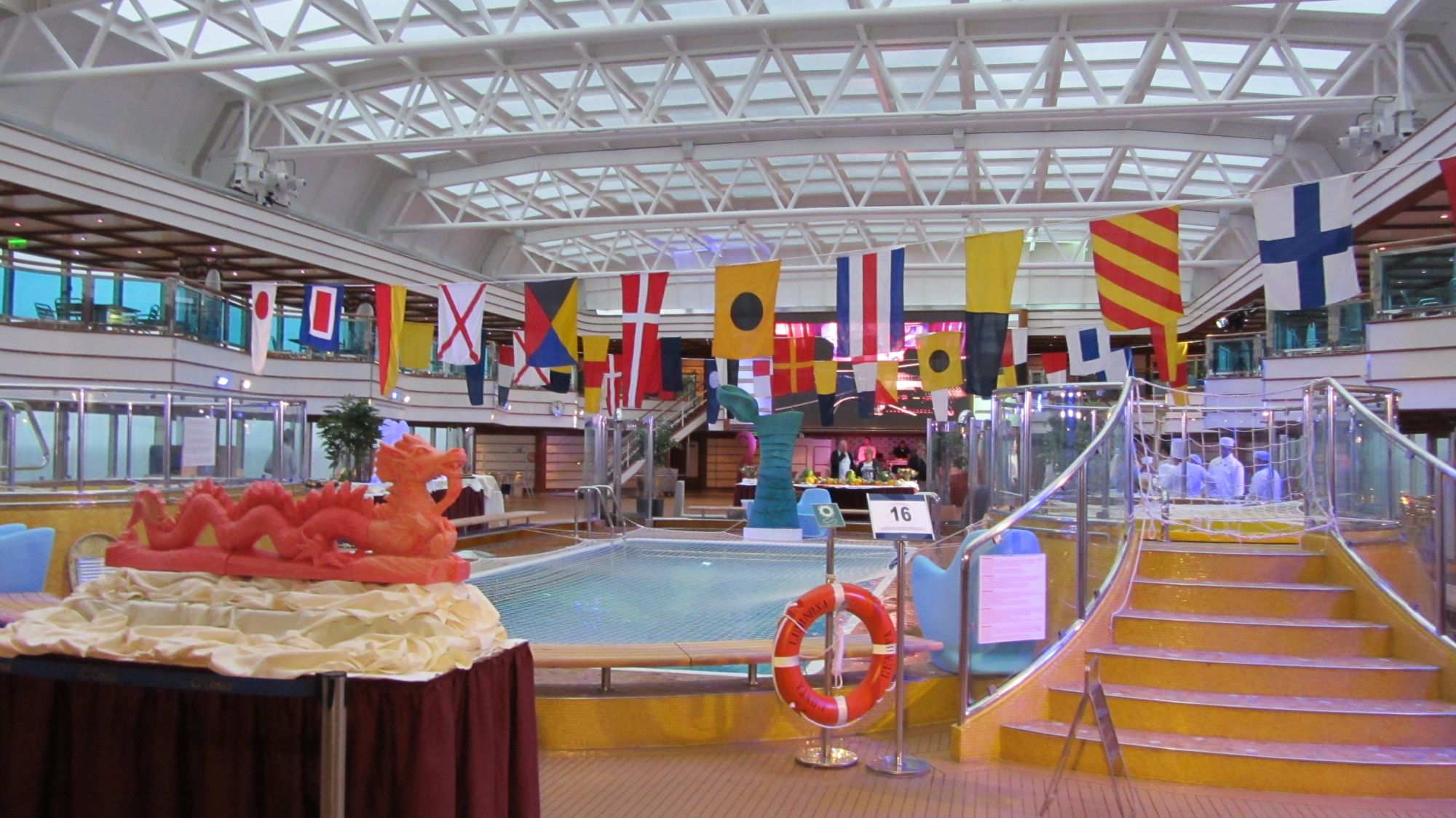
Lido Dorado